# Corophium louisianum
Corophium louisianum är en kräftdjursart som beskrevs av Robert Alan Shoemaker 1934. Corophium louisianum ingår i släktet Corophium och familjen Corophiidae. Inga underarter finns listade i Catalogue of Life.